# Rabaçal (Penela)
Rabaçal is een plaats (freguesia) in de Portugese gemeente Penela en telt 339 inwoners (2001).